# Langlade (Gard)
Langlade é uma comuna francesa na região administrativa de Occitânia, no departamento de Gard. Estende-se por uma área de 9 km². Em 2010 a comuna tinha 2 259 habitantes (densidade: 251 hab./km²).